# Карагеорги Петрович
Георги или Джордже Петрович, по прякор Карагеорги или Караджордже (на сръбски: Ђорђе Петровић, Карађорђе или Đorđe Petrović, Karađorđe), е сръбски вожд и основоположник на династията на Караджорджевичите. Роден е най-вероятно на 16 ноември (по стар стил на 3 ноември) 1762 година (според някои източници през 1752) във Вишевац.

## Биография
Карагеорги израства в бедно семейство и прекарва детството си като ратай при заможни сръбски или турски семейства. През 1785 или 1786 се жени за Йелена Йованович, която според някои източници е била от чорбаджийско семейство. След женитбата си Джордже бяга от Сърбия. Тук версиите за причината за неговото бягство са две и легендарни. Според едната така е успял да избегне закона, според който в първата си брачна нощ омъжената девойка е трябвало да прекара с местния турски бей, а според другата – Георги убива турчина, който е трябвало да преспи със съпругата му и за това бяга от страната.
След бягството си Карагеорги извършва отцеубийство – най-оспорвания момент от живота на сръбския революционер. Причините за това негово деяние са доста неясни и оспорвани. През 1796 година той се завръща в Сърбия, като се изповядва и моли за опрощение, което му се дава от духовниците и от народа.
Малко преди края на Австро-турската война от 1787 година, когато е създадена Кочина крайна, Карагеорги се бие на страната на австрийците като подофицер. Към средата на 1791 година е сключен Свищовския мир и Карагеорги е награден с медал за храброст, след което става хайдутин и сформира голяма хайдушка чета. През 1793 – 1794 година четата се разпуска и Джордже Петрович живее мирно със семейството си в Топола.
Към края на 18-и и началото на 19 век положението в Смедеревския санджак се изостря от произвола на местните османски управници – дахиите и еничарите, протежирани от Осман Пазвантоглу, което подбужда местното население да се вдигне на въстание след т.нар Сеч на князете.
Повод за Първото сръбско въстание е кърваво събитие, познато в сръбската история като Сечта на князете, с която османските власти са целят да сплашат местните сръбски първенци и народ и така да пресекат подготовката за въстанието.
На народен събор в Орашац Караджордже е избран за водач на въстанието. Като строг и последователен лидер Джордже Петрович печели авторитет сред народа и сръбските първенци. След подписването на Букурещкия мир от 1812 година ситуацията в Смедеревския санджак се променя и през следващата година Карагеорги бяга в Австрийската империя, като през 1816 се присъединява към въстаниците от Филики Етерия в Гърция. През 1817 пристига тайно в санджака и се договаря с Милош Обренович да действат заедно в продължаващата борба, но княз Милош нарежда да го убият през нощта на 13 срещу 14 юли 1817 година в село Радоване, Смедеревско. Така започва съперничеството между наследниците на двамата сръбски водачи, които последователно заемат сръбския престол.